# Новолыбаево
Новолыбаево — село в Заводоуковском районе Тюменской области. В рамках организации местного самоуправления находится в Заводоуковском городском округе.

## География
Находится у реки Тобол, озера Плоское.

## История
До 1917 года центр Лыбаевской волости Ялуторовского уезда Тобольской губернии. По данным на 1926 год состояло из 150 хозяйств. В административном отношении являлось центром Лыбаевского сельсовета Ялуторовского района Тюменского округа Уральской области.
30 марта 2006 года к селу Новолыбаево была присоединена деревня Старолыбаева.

## Население
| 2010 |
| ---- |
| 925  |

### Национальный состав
По данным переписи 1926 года в селе проживал 651 человек (331 мужчина и 320 женщин), в том числе: русские составляли 100 % населения.
Согласно результатам переписи 2002 года, в национальной структуре населения русские составляли 84 % из 759 чел..

## Инфраструктура
Основа экономики — сельское хозяйство, деревообработка. Есть деревообрабатывающее предприятие. Действовал в советские годы совхоз.
Новолыбаевская средняя школа.

## Транспорт
Село доступна автотранспортом. Остановка общественного транспорта «Новолыбаево».
Проходит автодорога 71Н-806. В 1990 году на автодороге сооружён мост через Тобол длиной 248 метров.